# Roman Weidenfeller
Roman Weidenfeller (ur. 6 sierpnia 1980 w Diez) – niemiecki piłkarz, występujący na pozycji bramkarza. Dwukrotny zdobywca Mistrzostwa Niemiec z Borussią Dortmund. W sezonie 2012/13 wybrany najlepszym bramkarzem Ligi Mistrzów. Obecnie zakończył klubową i reprezentacyjną karierę piłkarską.

## Kariera piłkarska

### Początki
Karierę piłkarską rozpoczął w juniorskim zespole Sportfreunde Eisbachtal. W wieku 16 lat został zauważony przez skautów 1. FC Kaiserslautern i wkrótce został piłkarzem tego klubu.

### Borussia Dortmund
W 2002 roku przeszedł do Borussii Dortmund. W roku 2003 podstawowy bramkarz Borussii, Jens Lehmann przeszedł do Arsenalu, a Weidenfeller został pierwszym bramkarzem drużyny. Na swój debiut musiał poczekać do 17 grudnia 2003 roku, kiedy to wystąpił w spotkaniu przeciwko swojemu byłemu klubowi.
Następnie został przesunięty do zespołu rezerw. Drugą szansę na pokazanie swoich umiejętności dostał jesienią 2004 roku. W sezonie 2005/06 Weidenfeller został chwalony za dobrą postawę. Przez kibiców, został wybrany zarówno w marcu, jak i w maju Graczem Miesiąca.
Na początku sezonu 2007/2008 musiał pauzować w trzech spotkaniach oraz zapłacić 10 tysięcy euro grzywny. Była to kara za rasistowskie okrzyki pod adresem czarnoskórego napastnika Schalke 04 Gelsenkirchen, Geralda Asamoaha. Weidenfeller oferował później oficjalne przeprosiny w mediach, ale ta propozycja została odrzucona przez samego poszkodowanego.
W sezonie 2010/11 został mistrzem kraju. Ten sam sukces powtórzył rok później. W rozgrywkach Ligi Mistrzów 2012/13 został wybrany najlepszym bramkarzem turnieju. Zagrał we wszystkich meczach grupowych. W półfinale zagrał przeciwko Realowi Madryt, gdzie w pierwszym meczu Borussia wygrała 4:1, a Weidenfellera pokonał Cristiano Ronaldo. W meczu rewanżowym BVB przegrało 2-0, ale forma Weidenfellera była prezentowana na bardzo wysokim poziomie. Wystąpił on w finale Ligi Mistrzów przeciwko Bayernowi Monachium, gdzie Borussia uległa 1:2.
W maju 2013 roku Weidenfeller przedłużył swój kontrakt do 2016 roku. Weidenfeller wziął udział w meczu o Superpuchar Niemiec, gdzie Borussia pokonała Bayern Monachium 4:2. Oba gole dla Bawarczyków zdobył Arjen Robben. 18 września 2013 podczas meczu Ligi Mistrzów bramkarz obejrzał czerwoną kartkę za zagranie piłki ręką poza polem karnym. UEFA podjęła decyzję o zawieszeniu na jeden mecz grupowy. 25 stycznia 2014 podczas 18. kolejki Bundesligi podczas meczu z FC Augsburg Roman Weidenfeller rozegrał swój 300. mecz w niemieckiej ekstraklasie.

## Kariera reprezentacyjna
W 1996 roku rozegrał pierwszy profesjonalny mecz piłkarski podczas Mistrzostw Świata U-17 w 1997 roku – przeciwko młodzieżówki Chile zachowując jednocześnie czyste konto. Zagrał w sześciu meczach reprezentacji Niemiec podczas tychże MŚ.
W listopadzie 2013 roku po raz pierwszy w życiu został powołany przez Joachima Löwa do reprezentacji narodowej na mecze towarzyskie z Angilą i Włochami. Był w szerokim składzie reprezentacji Niemiec i pojechał z nią na mistrzostwa świata w Brazylii. Podczas turnieju nie zagrał w ani jednym meczu, ale zdobył wraz z zespołem złoty medal.
| Występy w reprezentacji Niemiec | Występy w reprezentacji Niemiec | Występy w reprezentacji Niemiec | Występy w reprezentacji Niemiec | Występy w reprezentacji Niemiec | Występy w reprezentacji Niemiec | Występy w reprezentacji Niemiec | Występy w reprezentacji Niemiec | Występy w reprezentacji Niemiec |
| lp.                             | Data                            | Miejsce                         | Gospodarz                       | vs                              | Gość                            | Wynik                           | Grał                            | Uwagi                           |
| ------------------------------- | ------------------------------- | ------------------------------- | ------------------------------- | ------------------------------- | ------------------------------- | ------------------------------- | ------------------------------- | ------------------------------- |
| 1                               | 19 listopada 2013               | Londyn                          | Anglia                          | –                               | Niemcy                          | 0:1                             | 90'                             | mecz towarzyski                 |
| 2                               | 1 czerwca 2014                  | Mönchengladbach                 | Niemcy                          | –                               | Kamerun                         | 2:2                             | 90'                             | mecz towarzyski                 |
| 3                               | 6 czerwca 2014                  | Moguncja                        | Niemcy                          | –                               | Armenia                         | 6:1                             | 90'                             | mecz towarzyski                 |
| 4                               | 3 września 2014                 | Düsseldorf                      | Niemcy                          | –                               | Argentyna                       | 2:4                             | od 46'                          | mecz towarzyski                 |
| 5                               | 13 czerwca 2015                 | Faro                            | Gibraltar                       | –                               | Niemcy                          | 0:7                             | 90'                             | el. ME 2016                     |

## Statystyki klubowe
| Klub               | Klub                 | Klub               | Liga                          | Liga                          | Puchar | Puchar | Międzykrajowe | Międzykrajowe | Razem | Razem |
| Sezon              | Klub                 | Liga               | Mecze                         | Gole                          | Mecze  | Gole   | Mecze         | Gole          | Mecze | Gole  |
| Liga               | Liga                 | Liga               | DFB-Pokal Superpuchar Niemiec | DFB-Pokal Superpuchar Niemiec | Razem  | Razem  |               |               |       |       |
| ------------------ | -------------------- | ------------------ | ----------------------------- | ----------------------------- | ------ | ------ | ------------- | ------------- | ----- | ----- |
| 2000–01            | 1. FC Kaiserslautern | Bundesliga         | 3                             | 0                             | 0      | 0      | 1             | 0             | 4     | 0     |
| 2001–02            | 1. FC Kaiserslautern | Bundesliga         | 3                             | 0                             | 0      | 0      | 0             | 0             | 3     | 0     |
| 2002–03            | Borussia Dortmund    | Bundesliga         | 11                            | 0                             | 0      | 0      | 0             | 0             | 11    | 0     |
| 2003–04            | Borussia Dortmund    | Bundesliga         | 17                            | 0                             | 0      | 0      | 4             | 0             | 21    | 0     |
| 2004–05            | Borussia Dortmund    | Bundesliga         | 26                            | 0                             | 0      | 0      | 0             | 0             | 26    | 0     |
| 2005–06            | Borussia Dortmund    | Bundesliga         | 24                            | 0                             | 0      | 0      | 0             | 0             | 24    | 0     |
| 2006–07            | Borussia Dortmund    | Bundesliga         | 34                            | 0                             | 0      | 0      | 0             | 0             | 34    | 0     |
| 2007–08            | Borussia Dortmund    | Bundesliga         | 14                            | 0                             | 0      | 0      | 0             | 0             | 14    | 0     |
| 2008–09            | Borussia Dortmund    | Bundesliga         | 32                            | 0                             | 3      | 0      | 0             | 0             | 35    | 0     |
| 2009–10            | Borussia Dortmund    | Bundesliga         | 30                            | 0                             | 3      | 0      | 0             | 0             | 33    | 0     |
| 2010–11            | Borussia Dortmund    | Bundesliga         | 33                            | 0                             | 2      | 0      | 8             | 0             | 43    | 0     |
| 2011–12            | Borussia Dortmund    | Bundesliga         | 32                            | 0                             | 4      | 0      | 6             | 0             | 42    | 0     |
| 2012–13            | Borussia Dortmund    | Bundesliga         | 31                            | 0                             | 5      | 0      | 13            | 0             | 49    | 0     |
| 2013–14            | Borussia Dortmund    | Bundesliga         | 3                             | 0                             | 1      | 0      | 0             | 0             | 4     | 0     |
| Razem              | Niemcy               | Niemcy             | 293                           | 0                             | 18     | 0      | 32            | 0             | 343   | 0     |
| Łącznie w karierze | Łącznie w karierze   | Łącznie w karierze | 293                           | 0                             | 18     | 0      | 32            | 0             | 343   | 0     |

## Sukcesy

### Reprezentacja
- Mistrzostwa Świata 2014:  Złoto

### Klubowe
- Mistrzostwo Niemiec w sezonach 2010/2011, 2011/2012
- Puchar Niemiec 2011/2012, 2016/2017
- finalista Pucharu Niemiec 2007/2008, 2013/2014, 2014/2015, 2015/2016
- Superpuchar Niemiec 2008 (nieoficjalnie), 2013, 2014
- Finalista Ligi Mistrzów 2013

### Indywidualne
- Bramkarz Ligi Mistrzów 2012/2013
- Drużyna roku (1): 2011 (Borussia Dortmund)
- Gracz miesiąca (2): marzec 2005, maj 2005

## Odznaczenia
- Srebrny Liść Laurowy (2014)[11]